# サイラス・マーナー/ラヴィローの織り工
サイラス・マーナー/ラヴィローの織り工（ラヴィローのおりこう、原題：Silas Marner: The Weaver of Raveloe）は、1985年のイギリスのテレビ映画。ジョージ・エリオットの同名の小説を原作とする。日本では1987年にNHKで放映された。

## キャスト
※括弧内は日本語吹替（初回放送1987年5月2日 NHK総合）
- サイラス・マーナー：ベン・キングズレー（橋爪功）
- エピー：パッツィ・ケンジット（高島雅羅）
- ナンシー・ラメター：ジェニー・アガター（沢田敏子）
- ゴッドフリー・キャス：パトリック・ライカート（有川博）
- ドリー・ウィンスロップ：ローズマリー・マーチン（麻生美代子）
- ダンスタン・キャス：ジョナサン・コイ（玄田哲章）
- スクワイヤ・キャス：フレディ・ジョーンズ（富田耕生）
- ジェム・ロドニー：ジム・ブロードベント（筈見純）
- クラッケンソープ牧師：ドナルド・エクルズ（槐柳二）